# Swyre
Swyre är en ort och civil parish i Storbritannien.   Den ligger i kommunen Dorset och riksdelen England, i den södra delen av landet, 200 km sydväst om huvudstaden London. Swyre ligger 89 meter över havet och antalet invånare är 102.
Terrängen runt Swyre är lite kuperad. Havet är nära Swyre åt sydväst.  Närmaste större samhälle är Weymouth, 17,0 km sydost om Swyre. 